# Je t’aime... moi non plus
Je t'aime... moi non plus – francuska piosenka napisana w 1966 przez francuskiego autora tekstów i kompozytora Serge’a Gainsbourga.

## Historia piosenki
Pierwotnie utwór pojawił się we francuskim filmie „Les Coeurs Verts” (1966), jako wersja instrumentalna – pt. „Scène de bal” – wykonywana przez Michela Colombiera.
Piosenka powstała na życzenie Brigitte Bardot, która poprosiła Gainsbourga o napisanie „najbardziej romantycznej piosenki, jaką tylko można by sobie wyobrazić”. Początkowo Gainsbourg nagrał piosenkę z Bardot, ale jej ówczesny mąż Gunter Sachs nie zgodził się na jej upublicznienie. Zamiast z Bardot, Gainsbourg zaśpiewał ją w 1969 ze swoją ówczesną kochanką, brytyjską piosenkarką Jane Birkin, której ta piosenka otworzyła drogę do kariery we Francji.

## Kontrowersje
Piosenka powstała w okresie szczytowym rewolucji seksualnej. Wywołała liczne kontrowersje, głównie ze względu na pojawiające się w niej podteksty seksualne, a także sposób jej wykonania (m.in. westchnienia Birkin przypominające dźwięki kobiecego orgazmu). W piosence znajdują się m.in. następujące stwierdzenia:
- „Je vais et je viens, entre tes reins” („Wchodzę i wychodzę, między twoje uda” - dosłownie „między twoje nerki/lędźwie”)
- „Tu es la vague, moi l'île nue” („Jesteś falą, a ja nagą wyspą”)
- „L'amour physique est sans issue”  („Miłość fizyczna to ślepy zaułek”)

Choć piosenka odniosła spory sukces w całej Europie, to jej nadawania zabroniono w kilku krajach kontynentu, m.in. w Hiszpanii, Islandii, Jugosławii, Szwecji, Włoszech oraz Wielkiej Brytanii.
W 1976 Serge Gainsbourg nakręcił film pod tym samym tytułem, w którym również wystąpiła Jane Birkin.

## Listy przebojów
| Kraj              | Lista (1968/1969/1970) | Pozycja |
| ----------------- | ---------------------- | ------- |
| Szwajcaria        | Schweizer Hitparade    | 1       |
| Niemcy            | Media Control Charts   | 3       |
| Austria           | Ö3 Austria Top 40      | 1       |
| Holandia          | Single Top 100         | 2       |
| Belgia            | Ultratop 50 (Flandria) | 2       |
| Norwegia          | VG-lista               | 1       |
| Wielka Brytania   | UK Singles Chart       | 1       |
| Stany Zjednoczone | Billboard Hot 100      | 58      |

## Inne wersje
- 1968 Serge Gainsbourg i Brigitte Bardot (wersja ukazała się dopiero w latach 1980.)
- 1969 Serge Gainsbourg i Jane Birkin
- 1969 Joshua D'arche i Nathalie Roussel
- 1970 Bourvil i Jacqueline Maillan jako „Ça (Je t'aime moi non plus)”
- 1971 Frankie Howerd i June Whitfield jako „Up Je t'aime”
- 1974 Abigail
- 1975 Judge Dread
- 1978 Giorgio Moroder i Donna Summer
- 1993 Misty Oldland jako „A Fair Affair”
- 1995 Nick Cave i Anita Lane jako „I love you...nor do I”
- 1998 Pet Shop Boys i Sam Taylor-Wood
- 2001 Sven vath ft. Miss Kittin
- 2002 Trash Palace ft. Brian Molko & Asia Agrento
- 2006 Cat Power i Karen Elson
- 2012 Madonna